# 姜笑琴
姜笑琴（1941年2月—），山东人，中华人民共和国政治人物，辽宁省政协原副主席，第八、九、十届全国政协常务委员。
2002年12月，中国民主建国会第八次全国代表大会在北京召开，并选举产生第八届中央委员会，他当选常务委员。